# Bóng đá tại Đại hội Thể thao Đông Nam Á 2019 – Nữ
Giải đấu bóng đá nữ tại Đại hội Thể thao Đông Nam Á 2019 được tổ chức tại Philippines từ ngày 26 tháng 11 đến ngày 8 tháng 12 năm 2019. Không có giới hạn độ tuổi tham dự đối với các đội tuyển nữ.
Việt Nam đã vô địch giải đấu lần thứ sáu, bảo vệ thành công tấm huy chương vàng đã giành được tại Đại hội Thể thao Đông Nam Á 2017, sau khi đánh bại Thái Lan 1–0 trong trận chung kết.

## Lịch thi đấu
Dưới đây là lịch thi đấu cho nội dung bóng đá nữ:
| G | Vòng bảng | ½ | Bán kết | B | Play-off tranh hạng ba | F | Chung kết |

| T3 26 | T4 27 | T5 28 | T6 29 | T7 30 | CN 1 | T2 2 | T3 3 | T4 4 | T5 5 | T6 6 | T7 7 | CN 8 | CN 8 |
| ----- | ----- | ----- | ----- | ----- | ---- | ---- | ---- | ---- | ---- | ---- | ---- | ---- | ---- |
| G     |       |       | G     |       |      | G    |      |      | ½    |      |      | B    | F    |

## Các quốc gia tham dự
6 đội tuyển trong tổng số 11 quốc gia Đông Nam Á đã tham dự nội dung thi đấu này. 
- Indonesia (INA)
- Malaysia (MAS)
- Myanmar (MYA)
- Philippines (PHI)
- Thái Lan (THA)
- Việt Nam (VIE)

## Địa điểm
Các trận đấu diễn ra tại hai địa điểm: sân vận động tưởng niệm Rizal ở Manila và sân vận động bóng đá Biñan ở Biñan, Laguna.
| Manila                        | Biñan                      | ManilaBiñanBóng đá tại Đại hội Thể thao Đông Nam Á 2019 – Nữ (Luzon) |
| Sân vận động tưởng niệm Rizal | Sân vận động bóng đá Biñan | ManilaBiñanBóng đá tại Đại hội Thể thao Đông Nam Á 2019 – Nữ (Luzon) |
| Sức chứa: 12.873              | Sức chứa: 3.000            | ManilaBiñanBóng đá tại Đại hội Thể thao Đông Nam Á 2019 – Nữ (Luzon) |
|                               |                            | ManilaBiñanBóng đá tại Đại hội Thể thao Đông Nam Á 2019 – Nữ (Luzon) |

## Bốc thăm
Lễ bốc thăm đã được tổ chức vào ngày 15 tháng 10 năm 2019 tại khách sạn Sofitel ở Manila.  Sáu đội tuyển trong giải đấu nữ được bốc thăm chia thành hai bảng, mỗi bảng ba đội. Các đội tuyển được xếp vào bốn nhóm hạt giống theo thành tích của họ tại kỳ đại hội trước. Chủ nhà Philippines và đương kim vô địch Việt Nam được xếp vào nhóm hạt giống số 1.
| Nhóm 1                         | Nhóm 2             | Nhóm 3               |
| ------------------------------ | ------------------ | -------------------- |
| Philippines (H) · Việt Nam (C) | Thái Lan · Myanmar | Malaysia · Indonesia |

## Đội hình
| Indonesia (INA) | Malaysia (MAS) | Myanmar (MYA) | Philippines (PHI) | Thái Lan (THA) | Việt Nam (VIE) |
| --- | --- | --- | --- | --- | --- |
| - Norffince Boma - Prihatini - Riska Julianti - Ade Mustikiana Oktafiani - Berlyan Asya Pertiwi - Nur Laili Khomariyah - Safira Ika Putri Kartini - Shalika Aurelia Viandrisa - Vivi Oktavia Riski - Anggi Puspita Sari - Baiq Amiatun Shalihah - Jesellaa Arifya Sari - Mayang ZP - Nisma Francida Rusdiana - Octavianti Dwi Nurmalita - Rani Mulyasari - Sabrina Mutiara F.W. - Zahra Muzdalifah - Dewi Tia Safitri - Febriana Kusumaningrum | - Shereilynn Elly Pius - Nurul Azurin Mazlan - Usliza Usman - Alice Mic Michael - Malini Nordin - Noor Mianah Balanting - Pedrolia Martin Sikayun - Dadree Rofinus - Norhanisa Yahya - Andrea Lee Xin Yi - Fedalliah Claritta Jaimin Ji - Ainie Tulis - Nurul Izzati Zainol - Sihaya Ajad - Jaciah Jumilis - Asma Junaidi - Nur Faiqah Farid - Eva Olivianie Antinus - Maizura Maurice - Jessica Susanne Mailu | - Khin Marlar Tun - Mya Phu Ngon - Khin Than Wai - Khaing Thazin - Ei Yadanar Phyo - Chit Chit - Myat Noe Khin - Khin Mo Mon Thun - Win Theingi Tun - Khin Moe Wai - Yee Yee Oo - Wai Wai Aung - Nge Nge Htwe - July Kyaw - Aye Aye Moe - Nu Nu - May Zin Nwe - Phyu Phyu Win - Thin Thin Yu - Thaw San Thaw | - Patrice Impelido - Inna Palacios - Alesa Dolino - Hali Long - Mea Bernal - Claire Lim - Camille Rodriguez - Sara Castañeda - Alisha del Campo - Quinley Quezada - Sarina Bolden - Shelah Cadag - Charisa Lemoran - Kimberly Pariña - Eloiza Fagsao - Eva Madarang - Chelo Hodges - Hazel Lustan - Tara Shelton - Cathrine Graversen | - Waraporn Boonsing - Warunee Phetwiset - Phonphirun Pilawan - Natthakarn Chinwong - Khwanrudi Saengchan - Wilaiporn Boothduang - Rattikan Thongsombut - Orapin Waenngoen - Jaruwan Chaiyarak - Kanyanat Chetthabutr - Taneekarn Dangda - Yada Sengyong - Suchawadee Nildhamrong - Saruda Konfay - Sunisa Srangthaisong - Ainon Phancha - Pitsamai Sornsai - Silawan Intamee - Pikul Khueanpet - Kanjana Sungngoen | - Huỳnh Như - Trần Thị Kim Thanh - Trần Thị Hồng Nhung - Phạm Thị Tươi - Chương Thị Kiều - Nguyễn Thị Xuyến - Nguyễn Thị Tuyết Dung - Nguyễn Thị Bích Thùy - Dương Thị Vân - Thái Thị Thảo - Cù Thị Huỳnh Như - Phạm Hải Yến - Khổng Thị Hằng - Hoàng Thị Loan - Lê Thị Diễm My - Nguyễn Thị Liễu - Vũ Thị Nhung - Trần Nguyễn Bảo Châu - Vũ Thị Thúy - Nguyễn Thị Vạn |

## Vòng bảng

### Bảng A
| VT | Đội             | ST | T | H | B | BT | BB | HS  | Đ | Giành quyền tham dự     |
| -- | --------------- | -- | - | - | - | -- | -- | --- | - | ----------------------- |
| 1  | Myanmar         | 2  | 1 | 1 | 0 | 5  | 0  | +5  | 4 | Vòng đấu loại trực tiếp |
| 2  | Philippines (H) | 2  | 1 | 1 | 0 | 5  | 0  | +5  | 4 | Vòng đấu loại trực tiếp |
| 3  | Malaysia        | 2  | 0 | 0 | 2 | 0  | 10 | −10 | 0 |                         |

1. 1 2  Điểm kỷ luật: Myanmar −1, Philippines −3.

| Philippines | 0–0      | Myanmar |
| ----------- | -------- | ------- |
|             | Chi tiết |         |

| Malaysia | 0–5      | Philippines                                               |
| -------- | -------- | --------------------------------------------------------- |
|          | Chi tiết | - Bolden 25', 42', 45+2' - del Campo 39' - Madarang 90+3' |

| Myanmar                                                          | 5–0      | Malaysia |
| ---------------------------------------------------------------- | -------- | -------- |
| - Yee Yee Oo 17', 31', 77' - Khin Marlar Tun 49' - July Kyaw 90' | Chi tiết |          |

### Bảng B
| VT | Đội       | ST | T | H | B | BT | BB | HS  | Đ | Giành quyền tham dự     |
| -- | --------- | -- | - | - | - | -- | -- | --- | - | ----------------------- |
| 1  | Việt Nam  | 2  | 1 | 1 | 0 | 7  | 1  | +6  | 4 | Vòng đấu loại trực tiếp |
| 2  | Thái Lan  | 2  | 1 | 1 | 0 | 6  | 2  | +4  | 4 | Vòng đấu loại trực tiếp |
| 3  | Indonesia | 2  | 0 | 0 | 2 | 1  | 11 | −10 | 0 |                         |

| Việt Nam              | 1–1      | Thái Lan        |
| --------------------- | -------- | --------------- |
| - Dương Thị Vân 45+1' | Chi tiết | - Taneekarn 87' |

| Indonesia | 0–6      | Việt Nam                                                                       |
| --------- | -------- | ------------------------------------------------------------------------------ |
|           | Chi tiết | - Nguyễn Thị Tuyết Dung 9', 84' - Nguyễn Thị Vạn 14', 19' - Huỳnh Như 50', 60' |

| Thái Lan                                               | 5–1      | Indonesia  |
| ------------------------------------------------------ | -------- | ---------- |
| - Kanyanat 2', 18', 29' - Silawan 42' - Suchawadee 51' | Chi tiết | - Rani 70' |

## Vòng đấu loại trực tiếp

### Sơ đồ
|  | Bán kết             | Bán kết           |                            |   | Trận tranh huy chương vàng | Trận tranh huy chương vàng |
|  |                     |                   |                            |   |                            |                            |
|  | 5 tháng 12 – Manila |                   |                            |   |                            |                            |
|  |                     |                   |                            |   |                            |                            |
|  | Myanmar             | 0                 |                            |   |                            |                            |
|  | Myanmar             | 0                 | 8 tháng 12 – Manila        |   |                            |                            |
|  | Thái Lan            | 1                 |                            |   |                            |                            |
|  | Thái Lan            | 1                 | Thái Lan                   | 0 |                            |                            |
|  | 5 tháng 12 – Biñan  |                   | Thái Lan                   | 0 |                            |                            |
|  |                     | Việt Nam (s.h.p.) | 1                          |   |                            |                            |
|  | Việt Nam            | Việt Nam (s.h.p.) | 1                          | 2 |                            |                            |
|  | Việt Nam            |                   |                            | 2 |                            |                            |
|  | Philippines         | 0                 |                            |   |                            |                            |
|  | Philippines         | 0                 | Trận tranh huy chương đồng |   |                            |                            |
|  |                     |                   |                            |   |                            |                            |
|  | 8 tháng 12 – Manila |                   |                            |   |                            |                            |
|  |                     |                   |                            |   |                            |                            |
|  | Myanmar             | 2                 |                            |   |                            |                            |
|  | Myanmar             | 2                 |                            |   |                            |                            |
|  | Philippines         | 1                 |                            |   |                            |                            |

### Các trận đấu

#### Bán kết
| Myanmar | 0–1      | Thái Lan     |
| ------- | -------- | ------------ |
|         | Chi tiết | - Orapin 78' |

| Việt Nam                                        | 2–0      | Philippines |
| ----------------------------------------------- | -------- | ----------- |
| - Thái Thị Thảo 60' - Nguyễn Thị Tuyết Dung 84' | Chi tiết |             |

#### Tranh huy chương đồng
| Myanmar                          | 2–1      | Philippines   |
| -------------------------------- | -------- | ------------- |
| - July Kyaw 78' - Yee Yee Oo 80' | Chi tiết | - Quezada 57' |

#### Tranh huy chương vàng
| Thái Lan | 0–1 (s.h.p.) | Việt Nam         |
| -------- | ------------ | ---------------- |
|          | Chi tiết     | Phạm Hải Yến 91' |

## Huy chương vàng
| Bóng đá nữ Đại hội Thể thao Đông Nam Á 2019 |
| ------------------------------------------- |
| · Việt Nam · Lần thứ 6                      |

## Thống kê

### Cầu thủ ghi bàn
Đã có 31 bàn thắng ghi được trong 10 trận đấu, trung bình 3.1 bàn thắng mỗi trận đấu.
4 bàn thắng
- Yee Yee Oo

3 bàn thắng
- Sarina Bolden
- Kanyanat Chetthabutr
- Nguyễn Thị Tuyết Dung

2 bàn thắng
- July Kyaw
- Huỳnh Như
- Nguyễn Thị Vạn

1 bàn thắng
- Rani Mulyasari
- Khin Marlar Tun
- Alisha del Campo
- Eva Madarang
- Quinley Quezada
- Orapin Waenngoen
- Silawan Intamee
- Suchawadee Nildhamrong
- Taneekarn Dangda
- Dương Thị Vân
- Phạm Hải Yến
- Thái Thị Thảo

### Bảng xếp hạng chung cuộc
| VT | Đội             | ST | T | H | B | BT | BB | HS  | Đ  | Kết quả chung cuộc        |
| -- | --------------- | -- | - | - | - | -- | -- | --- | -- | ------------------------- |
| 1  | Việt Nam        | 4  | 3 | 1 | 0 | 10 | 1  | +9  | 10 | Vô địch - Huy chương vàng |
| 2  | Thái Lan        | 4  | 2 | 1 | 1 | 7  | 3  | +4  | 7  | Á quân - Huy chương bạc   |
| 3  | Myanmar         | 4  | 2 | 1 | 1 | 7  | 2  | +5  | 7  | Hạng ba - Huy chương đồng |
| 4  | Philippines (H) | 4  | 1 | 1 | 2 | 6  | 3  | +3  | 4  | Hạng tư                   |
|    |                 |    |   |   |   |    |    |     |    |                           |
| 5  | Indonesia       | 2  | 0 | 0 | 2 | 1  | 11 | −10 | 0  | Bị loại từ vòng bảng      |
| 6  | Malaysia        | 2  | 0 | 0 | 2 | 0  | 10 | −10 | 0  | Bị loại từ vòng bảng      |